# Женски футбол
Футболът в много държави е измежду най-популярните отборни спортове сред спортистките. Той е и сред малкото отборни спортове, които имат професионални първенства (друг такъв спорт в голям мащаб е баскетболът).
Женският футбол се популяризира след Първата световна война, когато работата в тежката промишленост ускорява развитието на играта. Най-успешния отбор на своята епоха става престънският „Дик Керс Лейдис“. През 1920 г. Англия разгромява Шотландия с 22:0 в първия международен футболен мач за жени. По-голямата част от англичанките играят именно в „Дик Кери Лейдис“.
Въпреки че е събирал по-голяма публика от някои мъжки футболни изяви (напр. на женски мач са се събирали 53 000 души), на дамския футбол е нанесен удар със забраната на Футболната асоциация (ФА) от 1921 г. футболистките да играят мачове на игрищата на членовете на ФА. Официалната причина за това е, че футболът им е „противен“. Така се създава Английската футболна асоциация за дами и мачовете започват да се играят по ръгбистките игрища. В резултат на повишения интерес от Световното първенство по футбол през 1969 г. се създава Английската асоциация за жени. ФА отменя забраната си през 1971 г.
През 1970-те г. Италия става първата държава с професионални футболистки, макар на непълен работен ден. Първият професионален отбор с футболистки, работещи на пълен работен ден, е националният отбор на САЩ. Първата страна, в която се появява професионална женска лига, е Япония - през 1992 г.
През 1920-те години младата оперетна и оперна певица Мими Балканска става първата българка, занимавала се сериозно с футбол в България.
Първият демонстративен женски футболен мач в България се играе в Русе през 1967 г. Пак там към ДФС „Дунав“ през 1980 г. е сформиран официално и първият женски футболен отбор в страната, а година по-късно отново в Русе се играе първият междуградски футболен мач между дамски отбори.